# Seznam slovenských hráčů v NHL v sezóně 2009/2010
- Stanley Cup v této sezóně získal Marián Hossa a Tomáš Kopecký s týmem Chicago Blackhawks.

| Tým                   | Věk | Hráč              | Post | Počet zápasů ZČ | Branky ZČ | Asistence ZČ | Body ZČ | Počet zápasů v play off | Branky v play off | Asistence v play off | Body v play off |
| --------------------- | --- | ----------------- | ---- | --------------- | --------- | ------------ | ------- | ----------------------- | ----------------- | -------------------- | --------------- |
| New York Rangers      | 27  | Marián Gáborík    | F    | 76              | 42        | 44           | 86      | Ne                      |                   |                      |                 |
| Chicago Blackhawks    | 30  | Marián Hossa      | F    | 57              | 24        | 27           | 51      | 22                      | 3                 | 12                   | 15              |
| Edmonton Oilers       | 33  | Ľubomír Višňovský | D    | 73              | 15        | 30           | 45      | Ne                      |                   |                      |                 |
| Boston Bruins         | 32  | Zdeno Chára       | D    | 80              | 7         | 37           | 44      | 13                      | 2                 | 5                    | 7               |
| Los Angeles Kings     | 32  | Michal Handzuš    | F    | 81              | 20        | 22           | 42      | 6                       | 3                 | 2                    | 5               |
| Chicago Blackhawks    | 27  | Tomáš Kopecký     | F    | 74              | 10        | 11           | 21      | 17                      | 4                 | 2                    | 6               |
| Tampa Bay Lightning   | 24  | Andrej Meszároš   | D    | 81              | 6         | 11           | 17      | Ne                      |                   |                      |                 |
| Vancouver Canucks     | 35  | Pavol Demitra     | F    | 28              | 3         | 13           | 16      | 11                      | 2                 | 4                    | 6               |
| Boston Bruins         | 35  | Miroslav Šatan    | F    | 38              | 9         | 5            | 14      | 13                      | 5                 | 5                    | 10              |
| Colorado Avalanche    | 27  | Marek Svatoš      | F    | 54              | 7         | 4            | 11      | 3                       | 1                 | 0                    | 1               |
| Buffalo Sabres        | 23  | Andrej Sekera     | D    | 49              | 4         | 7            | 11      | 6                       | 0                 | 0                    | 0               |
| Columbus Blue Jackets | 26  | Milan Jurčina     | D    | 44              | 1         | 6            | 7       | Ne                      |                   |                      |                 |
| Atlanta Thrashers     | 23  | Boris Valábik     | D    | 23              | 0         | 2            | 2       | Ne                      |                   |                      |                 |
| Colorado Avalanche    | 27  | Peter Budaj       | G    | 15              | 0         | 1            | 1       | 1                       | 0                 | 0                    | 0               |
| Montreal Canadiens    | 24  | Jaroslav Halák    | G    | 45              | 0         | 0            | 0       | 18                      | 0                 | 0                    | 0               |
| Tampa Bay Lightning   | 22  | Vladimír Mihálik  | D    | 4               | 0         | 0            | 0       | Ne                      |                   |                      |                 |
| Vancouver Canucks     | 22  | Mário Bližňák     | F    | 2               | 0         | 0            | 0       | Ne                      |                   |                      |                 |
| Nashville Predators   | 24  | Peter Ölvecký     | F    | 1               | 0         | 0            | 0       | Ne                      |                   |                      |                 |

- F = Útočník
- D = Obránce
- G = Brankář